# Канунников, Павел Александрович
Павел Александрович Канунников (21 мая [2 июня] 1898, деревня Золотово, Бронницкий уезд, Московская губерния — 17 апреля 1974, Москва) — советский футболист, левый полусредний нападающий, футбольный тренер. Заслуженный мастер спорта СССР (1936).

## Биография
Родился 21 мая 1898 года в деревне Золотово Бронницкого уезда Московской губернии (ныне Воскресенский район Московской области).
Начал играть в 1911 году в Москве в команде Императорского коммерческого училища. В «Рогожском кружке спорта» — 1914 (с сентября), «Новогиреево» — 1915-18, КФС (все — Москва) — 1919 (по сентябрь), 1921 (с июля), «Сейме» (Курск) — 1920-21 (по июнь), МКС и «Красной Пресне» — 1922-25, «Пищевиках» — 1926-28, КОР (все — М) — 1929-30.
В сб. Москвы — 1916-19, 1922-28, Курска — 1920-21, РСФСР — 1923-25, 1928. Чемпион РСФСР 1922, 1928. Чемпион Москвы 1915, 1917 (о), 1921 (о), 1923 (в), 1924 (в). В сборной СССР (1925) — 1 матч. Участник победных поездок сборной РСФСР в Финляндию, Скандинавию, Германию и Эстонию в 1923 году, в которых забил 42 гола. Отлично владел дриблингом и скоростной обводкой, обладал хлестким ударом с левой ноги. Особенно хорошо взаимодействовал с Петром Исаковым.
В «44-х» (журнал «ФиС») — № 2 (1928). Из-за тяжёлой травмы плеча, полученной в 1923 году, преждевременно завершил выступления на высоком уровне.
Тренер спортивного отдела ВЦСПС и сб. ВЦСПС — 1932-48 (с перерывами), главный тренер «Динамо» (Мн) — 1936.
С 1946 года — директор новопостроенного стадиона Метростроя.
В 1949—1961 годы работал директором магазина спорттоваров и стадиона «Красная Пресня».
В 1960-е на общественных началах тренировал юношеские команды Краснопресненского района Москвы. Руководимая им команда мальчиков в 1962 году стала чемпионом Москвы.
Скончался 17 апреля 1974 года, похоронен на 35-м участке Ваганьковского кладбища в Москве.

## Семья
- Николай Александрович Канунников — младший брат, футболист[1]

## Воспоминания и цитаты
Самым популярным местом на Пресне для митингов, собраний, вечеров и концертов была, так называемая, Большая кухня Прохоровской фабрики — то самое помещение, где перед пресненскими рабочими выступал Владимир Ильич Ленин, и где сейчас в реконструированном здании находится театр его имени. Вот эту большую кухню мы и облюбовали для своих вечеров.
За день до концерта мы расклеили афиши на самых бойких перекрестках, а в день «премьеры» — и у ворот фабрики. Как раз к тому времени, когда кончала работать одна смена и начинала другая, Павел Канунников, наш казначей и кассир, стал продавать билеты. Торговля шла бойко: Павел уже гремел на всю Москву как знаменитый форвард, и каждому было лестно получить билет из рук «самого» Канунникова!

К началу концерта зал был полон.
Андрей Старостин:
У Павла была своеобразная, футбольная фигура. Среднего роста, шатен, с правильными чертами лица, он имел некоторую диспропорцию в соотношении корпуса и ног. Узкий в плечах он был наделен непомерно развитыми бедрами. Может быть, отсюда его удивительная устойчивость в игре. Я просто не помню его лежащим на земле. Во всех силовых столкновениях он, ловко применив толчок, выходил победителем. Его знаменитые «подсадки» нарушителей правил в борьбе за верхние мячи всегда вызывали аплодисменты. Вот он готовится принять верхом летящий мяч, а защитник, скажем, решил вступить в борьбу и выиграть схватку: - подумаешь, мол, Канунников. Прыгает с разбегу вверх, выше Павла, не беспокоясь, что толкает форварда в спину. Вдруг незаметное движение бедром, какая-то мгновенная подсечка, и защитник с высоты своего взлета пикирует вниз головой через чуть пригнувшегося Канунникова. Всегда эффектно, всегда под аплодисменты, особенно дружные потому, что сверзившийся на землю защитник к тому же штрафовался судьей как нарушитель правил.
Но, конечно, не это было главное в футбольном таланте Канунникова. Неподражаемой была его манера игры, доставлявшая эстетическое удовольствие зрителю, потому что делал он своё дело на поле изящно и непринужденно. Он так легко срывался с места, так незаметно применял обманные движения и так быстро шел с мячом к цели, что не мог не вызывать восхищения зрителей. Прорывы заканчивались очень четкими, хлесткими и точными ударами - «канунниковскими», с быстрым и коротким замахом.

Павел раньше времени кончил играть. В какой-то схватке ему выбили руку из плечевого сустава. После проведенного курса лечения он вышел на поле - травма повторилась. Потом перешла в привычный вывих. Не раз в разгар матча он подзывал кого-нибудь из партнеров и просил тут же на поле вправить ему выпавшую из сустава руку.

## Память
В 1970-80-е годы, юношеские команды Краснопресненского района Москвы разыгрывали приз памяти Канунникова.